# Ricardo Liddie
Ricardo Liddie (* 5. Februar 1966) ist ein ehemaliger Sprinter von St. Kitts und Nevis.

## Karriere
Er war bei den Olympischen Spielen 1996 in Atlanta zusammen mit Bertram Haynes, Kim Collins und Alain Maxime Isiah Teil der 4-mal-100-Meter-Staffel. Diese erreichte im zweiten Vorlauf eine Zeit von 40,12 Sekunden und schied viertplatziert aus. Auch bei den Weltmeisterschaften 1995 war er bereits Teil der Staffel, die ebenfalls auf eine Zeit von 40,12 Sekunden kam und im vierten Vorlauf auf dem sechsten Platz einlief.